# Destination Gobi
Pour plus de détails, voir Fiche technique et Distribution.
Destination Gobi est un film américain réalisé par Robert Wise, sorti en 1953.
C'est le premier film en couleurs de R. Wise.

## Synopsis
L’officier de marine américain Sam McHale reçoit une mission à terre. Il doit apporter la rigueur militaire à un groupe de météorologues en plein désert de Gobi, au nord des positions japonaises d'occupation de la Chine. Il se retrouve dans la chaleur et la poussière, avec six scientifiques. Dans l'équipe américaine, on reconnaît quelques trognes typiques du cinéma des années 1950, le Don Taylor qui était le texan des Diables de Guadalcanal, Earl Holliman, qui était le mataf des Pont de Toko Ri. L'équipe apprend que la cavalerie japonaise est sur le point de tomber sur leur base secrète. Une tribu mongole est venu camper près de leur base. Les rapports sont malaisés, entre méfiance des Mongols et agacement des Américains causés par leurs multiples chapardages. McHale essaye de les convaincre de les aider à combattre les Japonais. Remarquant qu'ils chevauchent à cru, ils leur promet soixante selles de l'armée américaine qui sont livrées peu après ("Sixty Saddles for the Navy"), malgré l'étonnement de l'état-major central.
Lorsque l'aviation japonaise bombarde le camp, la station météorologique est détruite et le chef du détachement est tué. Les Mongols quittent le camp la nuit suivante. Seule solution pour les Américains, traverser seuls le désert de Gobi à pied jusqu'à la mer, soit un millier de kilomètres.

## Fiche technique
- Titre original : Destination Gobi
- Titre français : Destination Gobi
- Réalisation : Robert Wise
- Scénario : Everett Freeman, basé sur un article ("Ninety Saddles for Kengtu" - 90 selles pour Kengtu) d'Edmund G. Love paru dans Collier's en septembre 1952
- Direction artistique : Lyle Wheeler, Lewis Creber
- Décors : Al Orenbach
- Costumes : Charles LeMaire
- Photographie : Charles G. Clarke
- Son : Arthur L. Kirbach, Harry M. Leonard
- Montage : Robert Fritch
- Musique : Sol Kaplan
- Production : Stanley Rubin
- Société de production : Twentieth Century-Fox Film Corp.
- Société de distribution : Twentieth Century-Fox Film Corp.
- Pays d’origine :  États-Unis
- Langue : anglais
- Format : Couleurs (Technicolor) - 35 mm - 1,37:1 -  Son mono
- Genre : Aventure
- Durée : 89 minutes
- Dates de sortie :
  - États-Unis : 20 mars 1953 (première à Los Angeles)
  - France : 28 avril 1954

## Distribution
- Richard Widmark : Sam McHale
- Don Taylor : Jenkins
- Casey Adams : Walter Landers
- Murvyn Vye : Kengtu
- Darryl Hickman : Wilbur "Coney" Cohen
- Martin Milner : Elwood Halsey
- Ross Bagdasarian : Paul Sabatello
- Judy Dan : Nura-Salu
- Rodolfo Acosta : Tomec
- Russell Collins : Hobart Wyatt
- Leonard Strong : Wali-Akhun
- Earl Holliman : Frank Swenson
- Edgar Barrier : Yin Tang
- Anthony Earl Numkena : le fils de Kengtu

## Autour du film
- Dans la version française les voix des acteurs sont respectivement[2] : Pierre Trabaud (Darryl Hickman), Michel Francois (Martin Milner), Claude Peran (Stuart Randall), Jean Clarieux (Ross Bagdasarian), Lucien Bryonne (Earl Holliman), Jean Gournac (Russell Collins), Jean Berton (Richard Loo)
- Malgré son titre, ce film ne fut pas tourné en Mongolie, mais dans le Nevada, et ce sont des indiens Piutes de la réserve indienne de Nixon (Nevada) qui ont joué les Mongols[1].

## Sortie vidéo (France)
Le film est sorti sur le support DVD dans deux éditions :
- Destination Gobi (DVD-9 Keep Case) sorti le 4 octobre 2011 édité par Filmedia et distribué par Aventi Distribution en version restaurée. Le ratio écran est en 1.33:1 plein écran 4:3. L'audio est en Français et Anglais Mono 2.0 Dolby Digital avec présence de sous-titres français. En suppléments une bande-annonce d'époque et une interview de Patrick Brion , journaliste et historien du cinéma. La durée du DVD indique 90' mais en fait la durée du métrage n'excède pas 86 minutes. Il s'agit d'une édition Zone 2 Pal[3].

- Destination Gobi (DVD-9 Keep Case) sorti le 19 août 2014 édité par Filmedia et distribué par Arcadès en version restaurée. Le ratio écran est en 1.33:1 plein écran 4:3. L'audio est en Français et Anglais Mono 2.0 Dolby Digital avec présence de sous-titres français. En suppléments une bande-annonce d'époque et une interview de Patrick Brion , journaliste et historien du cinéma. La durée du DVD indique 90' mais en fait la durée du métrage n'excède pas 86 minutes. Il s'agit d'une édition Zone 2 Pal[4].